# World Be Live
World Be Live es un CD que contiene la sexta grabación en vivo de Erasure, para Cd, registrada los días 23 y 24 de febrero de 2018 en Eventim Apollo, Hammersmith, Londres, en el marco de la segunda etapa de la gira World Be Gone Tour.

## CD 1
| World Be Live |                                                |          |  |
| N.º           | Título                                         | Duración |  |
| 1.            | «Oh L'Amour» (de Wonderland, 1986)             | 3:52     |  |
| 2.            | «Ship of Fools» (de The Innocents, 1988)       | 4:04     |  |
| 3.            | «Breathe» (de Nightbird, 2005)                 | 3:35     |  |
| 4.            | «Mad As We Are» (de Loveboat, 2000)            | 3:57     |  |
| 5.            | «Just A Little Love» (de World Be Gone, 2017)  | 3:37     |  |
| 6.            | «In My Arms» (de Cowboy, 1997)                 | 3:41     |  |
| 7.            | «Chains of Love» (de The Innocents, 1988)      | 4:00     |  |
| 8.            | «Sacred» (de The Violet Flame, 2014)           | 4:40     |  |
| 9.            | «Sweet Summer Loving» (de World Be Gone, 2017) | 4:20     |  |
| 10.           | «I Love Saturday» (de I Say I Say I Say, 1994) | 3:52     |  |
| 11.           | «Victim of Love» (de The Circus, 1987)         | 4:17     |  |
| 12.           | «Phantom Bride» (de The Innocents, 1988)       | 3:47     |  |
| 13.           | «World Be Gone» (de World Be Gone, 2017)       | 3:48     |  |

## CD 2
| World Be Live |                                                             |          |  |
| N.º           | Título                                                      | Duración |  |
| 1.            | «Who Needs Love (Like That)» (de Wonderland, 1986)          | 3:09     |  |
| 2.            | «Take Me Out of Myself» (de World Be Gone, 2017)            | 5:32     |  |
| 3.            | «Blue Savannah» (de Wild!, 1989)                            | 4:46     |  |
| 4.            | «Atomic» (cover de Blondie del álbum Eat to the Beat, 1979) | 4:37     |  |
| 5.            | «Drama!» (de Wild!, 1989)                                   | 4:13     |  |
| 6.            | «Stop!» (de Crackers International, 1988)                   | 3:23     |  |
| 7.            | «Love You to the Sky» (de World Be Gone, 2017)              | 4:18     |  |
| 8.            | «Always» (de I Say I Say I Say, 1994)                       | 3:53     |  |
| 9.            | «Here I Go Impossible Again» (de Nightbird, 2005)           | 3:31     |  |
| 10.           | «Sometimes» (de The Circus, 1987)                           | 3:30     |  |
| 11.           | «A Little Respect» (de The Innocents, 1988)                 | 3:53     |  |

### Créditos
Todos los temas fueron escritos por Vince Clarke y Andy Bell (cantante), excepto Sacred que fue escrito por Vince Clarke y Andy Bell (cantante) con el productor Richard X y Atomic, un cover a Blondie escrito por Debbie Harry y Jimmy Destri

Erasure:
- Voces: Andy Bell
- Música: Vince Clarke

con:
- Coros: Valerie Chalmers y Emma Whittle
- Jefe de gira: Andy Whittle[5]
- Tapa: pintada por Louise Hendy
- Dirección de arte: Paul A. Taylor
- Masterizado: Lacquer Cut por Alex Wharton
- Grabación y mezcla: Will Shapland
- Fotografías: Andy Sturmey

### Datos adicionales
Para promocionar el álbum se presentó un video de Phantom Bride con imágenes del show. Fue publicado en el canal oficial de Youtube del dúo, aclarando también que no iban a lanzar un concierto en DVD de la gira.